# Национални музеј у Стокхолму
Национални музеј (или Национални музеј лепих уметности) је национална галерија Шведске, која се налази на полуострву Бласиехолмен у центру Стокхолма.
Деловање музеја се протеже далеко изван граница Бласиехолмена - национални музеј управља колекцијом Националне галерије портрета у Грипсхолму, музејом Густавсбергпорцлан, неколико колекција замака и Шведским институтом у Паризу (Институт Тесин). У лето 2018. Национални музеј Јамтли отворен је у Естерсунду као начин да се прикаже део колекције на северу Шведске.
Добротвори музеја су краљ Густаф III и Карл Густаф Тесин. Музеј је основан 1792. године као „Краљевски музеј“. Садашња зграда је отворена 1866. године, када је преименована у Национални музеј, и коришћена је као једна од зграда за одржавање Опште индустријске изложбе у Стокхолму 1866. године.
Садашња зграда, изграђена између 1844. и 1866. године, инспирисана је северноиталијанском ренесансном архитектуром. То је дизајн немачког архитекте Фридриха Августа Штилера, који је пројектовао и Нови музеј у Берлину. Релативно затворена спољашњост не даје наговештај о пространој унутрашњости којом доминирају огромне степенице које воде до највиших галерија.
Музеј је проширен 1961. године за смештај музејских радионица. Садашњи ресторан је отворен 1996. године. Зграда музеја затворена је због реновирања 2013. године и поново је отворена 13. октобра 2018. године. Реновирање вредно 132 милиона долара имало је за циљ да се више музејских колекција изложи и да се концепт усклади са безбедношћу, доступношћу, противпожарном безбедношћу и контролом климе у модерној институцији.

## Историја

### Рана историја музеја
У Шведској су у 18. веку постављени темељи за данашње државне уметничке збирке. Неколико дела укључених у збирку Националног музеја, на пример, француских слика из 18. века некада је било у власништву краљице Ловисе Улрике. Године 1777, краљичина финансијска ситуација постала је неодржива, делом као резултат великог и скупог сакупљања. Дугове је измирио њен син, тадашњи шведски краљ Густаф III, у замену да се одрекне својих колекција и палате Дротнингхолм.

## Зграда
Пројекат са новим Краљевским музејом у Стокхолму био је један од највећих и најраскошнијих грађевинских радова свих времена, за који је требало дванаест година да се изгради и још три године да се заврше унутрашњи радови. За дизајн зграде био је одговоран немачки архитекта Фридрих Август Штилер, а за дизајн ентеријера шведски архитекта Фредрик Вилхелм Шоландер. Зграда је инаугурисана 1866. у исто време када и Стокхолмска изложба 1866. године. Национални музеј је државни споменик од 1935. Зграда је у власништву и под управом Националног одбора за имовину Шведске.

## Колекција
Музејска збирка се састоји од око пола милиона цртежа од средњег века до 1900. године, истакнуте колекције Рембранта и других холандских сликара из 17. века, као и колекције порцеланских предмета, слика, скулптура и модерне уметности. Укупно збирка садржи око 700.000 предмета. Музеј такође има уметничку библиотеку, отворену за јавност и академике.
Национални музеј поседује највећу колекцију портретних минијатура на свету, са више од 5 200 дела. Збирка садржи минијатуре из многих европских школа, укључујући дела Николаса Хилијара, Исака Оливера, Луја-Мари Одисијеа, између осталих. Значајан део радова потиче од мајстора колекционара Карла Фредрика Далгрена, док је ексклузивнија дела поклонио Хјалмар Викандер, власник фабрике плуте. Производња чепова за флаше за пиварску индустрију била је основа његовог богатства. Викандер је такође донирао средства специјално за додатне куповине минијатура.

## Значајна дела
- Пјетро Перуђино, Св. Себастијан
- Ђузепе Арчимболдо, Адвокат, вероватно Улрих Засијус, 1461-1536, хуманиста, правник
- Лудвиг Рефингер, Манлије Торкват у борби против Галије
- Рембрант, Куварица
- Рембрант, Симеонова песма похвала
- Јус де Момпер, Пејзаж са падом Икара
- Јакоб Јорданс, Света породица уз свеће
- Јудит Леистер, Дечак свира флауту
- Мермерне бисте у соби 1280
- Антоан Вато, Лекција љубави, око 1716-1717.
- Жан Батист Шарден, Зец и бакарни лонац
- Франсоа Буше, Тријумф Венере
- Александер Рослин, Дама са велом
- Адолф Улрик Вертмилер, Француска краљица Марија Антоанета и двоје њене деце шетају парком Тријанон, 1785
- Гистав Курбе, Виолончелиста (аутопортрет), 1847
- Пјер Огист Реноар, La Grenouillère
- Андерс Зорн, Дворци у ваздуху, 1885
- Пол Гоген, Поља на обали, 1889
- Хана Хирш Паули, Доручак
- Пол Сезан, Мртва природа са гипсаним Купидоном

### Цртежи
Збирка цртежа садржи око 500.000 листова, који обухватају период од касног средњег века до око 1900. године. Језгро чини више од 2 000 цртежа старих мајстора које је сакупио Карл Густаф Тесин. Листови су набављени на важној продаји дворског банкара Пјера Кроза у лето 1741. Тесин је био један од четрнаест колекционара који су куповали по повољним ценама. Због финансијских разлога збирка је морала да буде продата краљу Адолфу Фредерику.
- Албрехт Дирер, Портрет младе жене са уплетеном косом 1515.
- Доменико Гирландајо, 'Ѓлава старца око 1490.
- Хендрик Голцијус, Аутопортрет око 1590–1591.

## "Нови национални музеј"
Дана 3. фебруара 2013. Национални музеј је затворен ради припрема за реновирање. Музеју је била потребна опсежна обнова и реновирање јер је зграда била похабана интензивном употребом. Године 2009, Национални одбор за имовину Шведске (СФВ) је добио задатак да уради студију изводљивости, а 2010. године СФВ је добио задатак да изради програм изградње који је представљен влади 2011. године. Године 2012. почело је планирање реновирања и реконструкције Националног музеја, а у фебруару 2013. Национални музеј је започео евакуацију зграде музеја.
Годину дана касније, 20. фебруара 2014. године, СФВ је по налогу Владе извршио реновирање и претварање Националног музеја у потпуно модерну музејску зграду, прилагођену будућем музејском раду са очуваним културно-историјским вредностима у јединственој, заштићеној згради. 
Током реновирања, сама зграда музеја на Бласиехолмену била је затворена за јавност. У време када је зграда музеја била затворена, Национални музеј је наставио да приказује своју уметничку колекцију на другим местима у Стокхолму, Шведској и иностранству.
Музеј је 13. октобра 2018. године реинаугурисао краљ Карл XVI Густаф у присуству делова краљевске породице, министарке културе Алис Бах Кунке и хиљаде посетилаца. Изложбени простор музеја је проширен и сада може да прими дупло више посетилаца и прикаже скоро три пута више дела. Уведено је више дневне светлости и погледа на град. Бучни ресторан је добио бољу, мирнију локацију и замењен је прозрачним и тихим двориштем са скулптурама.